# Des vagues
Des vagues est une nouvelle de Louis-Ferdinand Céline écrite en avril 1917 et publiée en 1977 aux éditions Gallimard, dans le quatrième volume des Cahiers Céline.

## Histoire
En 1917, Louis-Ferdinand Céline part en Afrique après un séjour à Londres, s'éloignant des théâtres de la Première Guerre mondiale. Rapidement malade, il est rapatrié par bateau vers l’Europe en avril 1917. C'est à ce moment qu'il rédige sa première véritable œuvre de fiction, Des Vagues.

## Résumé
À bord du Tarconia, en 1917, se croisent différents personnages, partageant leurs points de vue quant à la guerre en cours, et la possibilité d'un engagement des États-Unis dans ce conflit. Céline dresse une série de portraits acides et ironiques de figures absurdes, comme il le fera plus tard dans son premier succès, le Voyage au bout de la nuit.